# 北進統一
北進統一（韓語：북진통일），是南北韓分裂後南韓第一任總統李承晚提出的統一朝鮮半島政策。
在日本投降初期，蘇聯和美國也曾摸索進行南北統一大選但沒有共識，在1948年5月10日先在南部進行大韓民国制憲議会选举(並在8月15日宣布建國)，之後金日成在同年9月9日宣布成立朝鮮民主主義人民共和國。
雙方在建國後皆向外宣稱是朝鮮半島唯一合法政府(也探索併吞對方的可能)，而北進政策是李承晚提出的統一政策，主張先統一再建設，不統一不建設。
朝鲜停战协定簽署後，事實上已處於停戰狀態，韓國之後經濟高速成長，朝鮮經濟、政治處於守勢，武力統一已不再提出，改以東西德統一作參考對象。